# Antichristian Phenomenon
Antichristian Phenomenon – trzeci minialbum polskiej grupy muzycznej Behemoth. Oryginalne wydawnictwo Antichristian Phenomenon, dzięki Avantgarde Music ukazało się w grudniu 2000 roku na 7" płycie gramofonowej, w limitowanym do 500 egzemplarzy nakładzie. Na albumie znalazły się trzy utwory: "Antichristian Phenomenon", "Malice" oraz interpretacja "Sathanas" z repetuaru Sarcófago.
Reedycja albumu na płycie CD została wydana w październiku 2001 roku również przez wytwórnię płytową Avantgarde Music, w nakładzie limitowanym do 1000 egzemplarzy. Poszerzone o cztery utwory wydawnictwo ukazało się w ramach promocji trasy koncertowej "The Act Of Rebellion Tour 2001". Utwory 1-5 zostały zarejestrowane podczas sesji nagraniowej albumu Thelema.6 w lipcu 2000 roku w lubelskich Hendrix Studios. Utwór 6 został nagrany w listopadzie 2000 roku również w Hendrix Studios.
Interpretację utworu "Carnage" z repertuaru Mayhem nagrano w kwietniu 1999 roku w Starcraft Stimulation Studios w składzie z basistą Leszkiem "L.Kaos" Dziegielewskim nim ten opuścił grupę w 1999 roku, a dołączyli do niej Mateusz "Havoc" Śmierzchalski i Marcin "Novy" Nowak. Do płyty został dołączony także teledysk do pochodzącego z albumu Thelema.6 utworu "Christians to the Lions". Obraz został wyreżyserowany przez Romana Przylipiaka. Zdjęcia zrealizowano w warszawskim klubie Proxima 15 czerwca 2001 roku.

## Lista utworów
Opracowano na podstawie materiału źródłowego.
| LP | LP                           | LP               | LP          | LP      |
| Nr | Tytuł utworu                 | Słowa            | Muzyka      | Długość |
| -- | ---------------------------- | ---------------- | ----------- | ------- |
| 1. | „Antichristian Phenomenon”   | Adam Darski      | Adam Darski | 4:38    |
| 2. | „Malice”                     | Adam Darski      | Adam Darski | 2:24    |
| 3. | „Sathanas (cover Sarcófago)” | Wagner Lamounier | Sarcófago   | 2:06    |
|    |                              |                  |             | 9:08    |

| CD (reedycja) | CD (reedycja)                           | CD (reedycja)    | CD (reedycja)  | CD (reedycja) |
| Nr            | Tytuł utworu                            | Słowa            | Muzyka         | Długość       |
| ------------- | --------------------------------------- | ---------------- | -------------- | ------------- |
| 1.            | „Antichristian Phenomenon”              | Adam Darski      | Adam Darski    | 4:38          |
| 2.            | „Malice”                                | Adam Darski      | Adam Darski    | 2:24          |
| 3.            | „From the Pagan Vastlands 2000”         | Tomasz Krajewski | Adam Darski    | 2:55          |
| 4.            | „Sathanas (cover Sarcófago)”            | Wagner Lamounier | Sarcófago      | 2:06          |
| 5.            | „Hello Spaceboy (cover Davida Bowie)”   | David Bowie      | David Bowie    | 3:26          |
| 6.            | „Day of Suffering (cover Morbid Angel)” | David Vincent    | Trey Azagthoth | 2:15          |
| 7.            | „Carnage (cover Mayhem)”                |                  |                | 4:04          |
| 8.            | „Christians to the Lions (teledysk)”    | Adam Darski      | Adam Darski    | 3:01          |
|               |                                         |                  |                | 24:49         |

## Twórcy
Opracowano na podstawie materiału źródłowego.
| Zespół Behemoth w składzie - Adam "Nergal" Darski - gitara rytmiczna, gitara prowadząca, wokal prowadzący, produkcja muzyczna - Mateusz "Havoc" Śmierzchalski - gitara rytmiczna, gitara prowadząca - Zbigniew "Inferno" Promiński - perkusja oraz - Marcin "Novy" Nowak - gitara basowa | Dodatkowi muzycy - Maciej Niedzielski - instrumenty klawiszowe (utwory 1-5) (Artrosis) - Adam Sierżęga - perkusja (utwór 6) (Lost Soul) - Łukasz "Bony" Luboń - gitara (utwór 6) (Devilyn) Produkcja - Arkadiusz Malczewski - inżynieria dźwięku - Grzegorz Piwkowski - mastering - Tomasz "Graal" Danilowicz - okładka, oprawa graficzna |

## Wydania
| Rok  | Nr katalogowy | Format           | Wytwórnia        | Region | Źródło |
| ---- | ------------- | ---------------- | ---------------- | ------ | ------ |
| 2000 | AV EP57       | 7", Pic, EP, Ltd | Avantgarde Music | Włochy | [ 6 ]  |
| 2001 | AV062         | CD, Enh, EP, Ltd | Avantgarde Music | Włochy | [ 6 ]  |